# Lonchoptera pipi
Lonchoptera pipi är en tvåvingeart som beskrevs av Andersson 1971. Lonchoptera pipi ingår i släktet Lonchoptera och familjen spjutvingeflugor.
Artens utbredningsområde är Myanmar. Inga underarter finns listade i Catalogue of Life.